# Acuerdos de Basilea
Los Acuerdos de Basilea son los acuerdos de supervisión bancaria o recomendaciones sobre regulación bancaria emitidos por el Comité de Basilea de Supervisión Bancaria. Están formados por los acuerdos Basilea I, Basilea II y Basilea III. Reciben su nombre a partir de la ciudad de Basilea, Suiza, donde el CBSB mantiene su secretariado en la sede del Banco de Pagos Internacionales.

## El Comité de Basilea
Antiguamente, el Comité de Basilea estaba formado por representantes de los bancos centrales y de las autoridades regulatorias del Grupo de los Diez más Luxemburgo y España. Desde 2009, todos los demás países significativos del G-20 están representados, así como algunas de las mayores plazas bancarias como Hong Kong y Singapur. 
El Comité no tiene autoridad para imponer recomendaciones, si bien la mayor parte de los países así como algunos otros que no forman parte del mismo tienden a implementar las políticas del Comité. Esto significa que las recomendaciones son aplicadas a través de leyes y regulaciones nacionales (o a nivel comunitario en la UE), antes que como resultado de una recomendación internacional del Comité, de modo que es preciso un cierto período de tiempo desde que se aprueba una recomendación hasta que esta es aplicable a nivel nacional.